# Gobernación de Gaza
La Gobernación de Gaza (en árabe : محافظة غزة) es una de las dieciséis gobernaciones del Estado de Palestina. Situada en el centro-norte de la Franja de Gaza, es limítrofe con Israel al este, la Gobernación de Gaza del Norte al norte, la Gobernación de Deir el-Balah al sur, y el mar Mediterráneo al oeste. Al igual que el resto de la Franja de Gaza, su administración no tiene espacio aéreo ni territorio marítimo, que son controlados por las autoridades israelíes. Según la Oficina Central Palestina de Estadísticas, la población del distrito era de 713 488 habitantes en 2021. Todos los escaños que representan esta gobernación fueron ganados por los miembros de Hamás en las elecciones parlamentarias de 2006. Es gobernada por Mohamed Qadoura.
La gobernación se compone de una ciudad, tres pueblos y una serie de campamentos de refugiados.

## Localidades

### Ciudades
- Ciudad de Gaza (sede)

### Concejos Locales
- Juhor ad-Dik
- Madinat al-Awda
- Al-Mughraqa (Abu Middein)

### Campamentos de Refugiados
- Al-Shati (Campamento de Playa)